# Mordella parva
Mordella parva es una especie de coleóptero de la familia Mordellidae.

## Distribución geográfica
Habita en Tasmania (Australia).